# Chagny (Saône-et-Loire)
Chagny is een gemeente in het Franse departement Saône-et-Loire (regio Bourgogne-Franche-Comté). De plaats maakt deel uit van het arrondissement Chalon-sur-Saône. In de gemeente ligt spoorwegstation Chagny.  Chagny telde op 1 januari 2022 5.402 inwoners.

## Geografie
De oppervlakte van Chagny bedroeg op 1 januari 2022 18,9 vierkante kilometer; de bevolkingsdichtheid was toen 285,8 inwoners per km². De Dheune stroomt door de gemeente en ook het Canal du Centre loopt door Chagny.

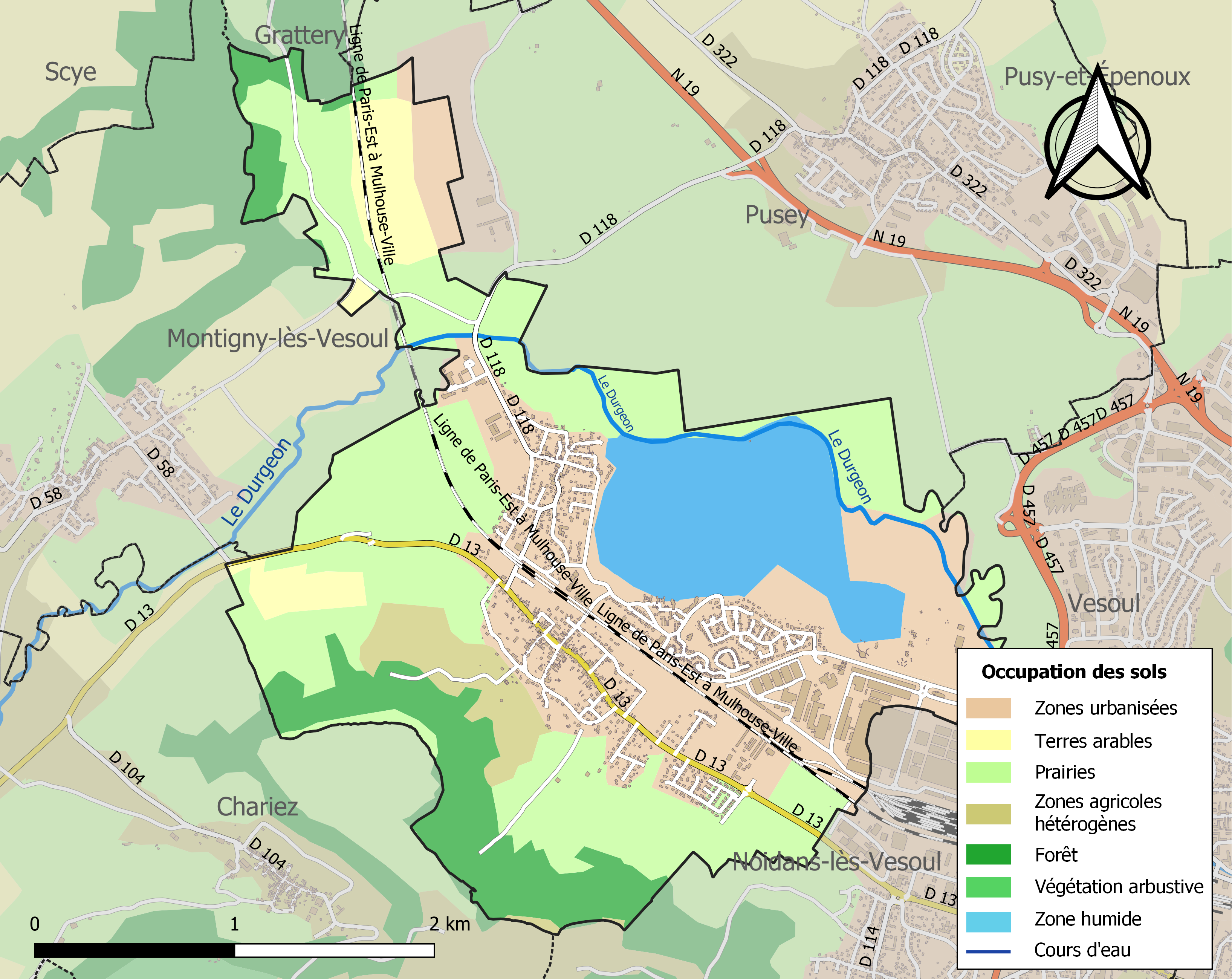
Kaart van de gemeente met de belangrijkste infrastructuur, bodemgebruik en omliggende gemeenten

## Demografie
Onderstaande figuur toont het verloop van het inwonertal (bron: INSEE-tellingen).

## Varia
In Chagny is het Michelin 3-sterren restaurant Lameloise gevestigd.

## Geboren in Chagny
- Jean Chamant (1913-2010), politicus

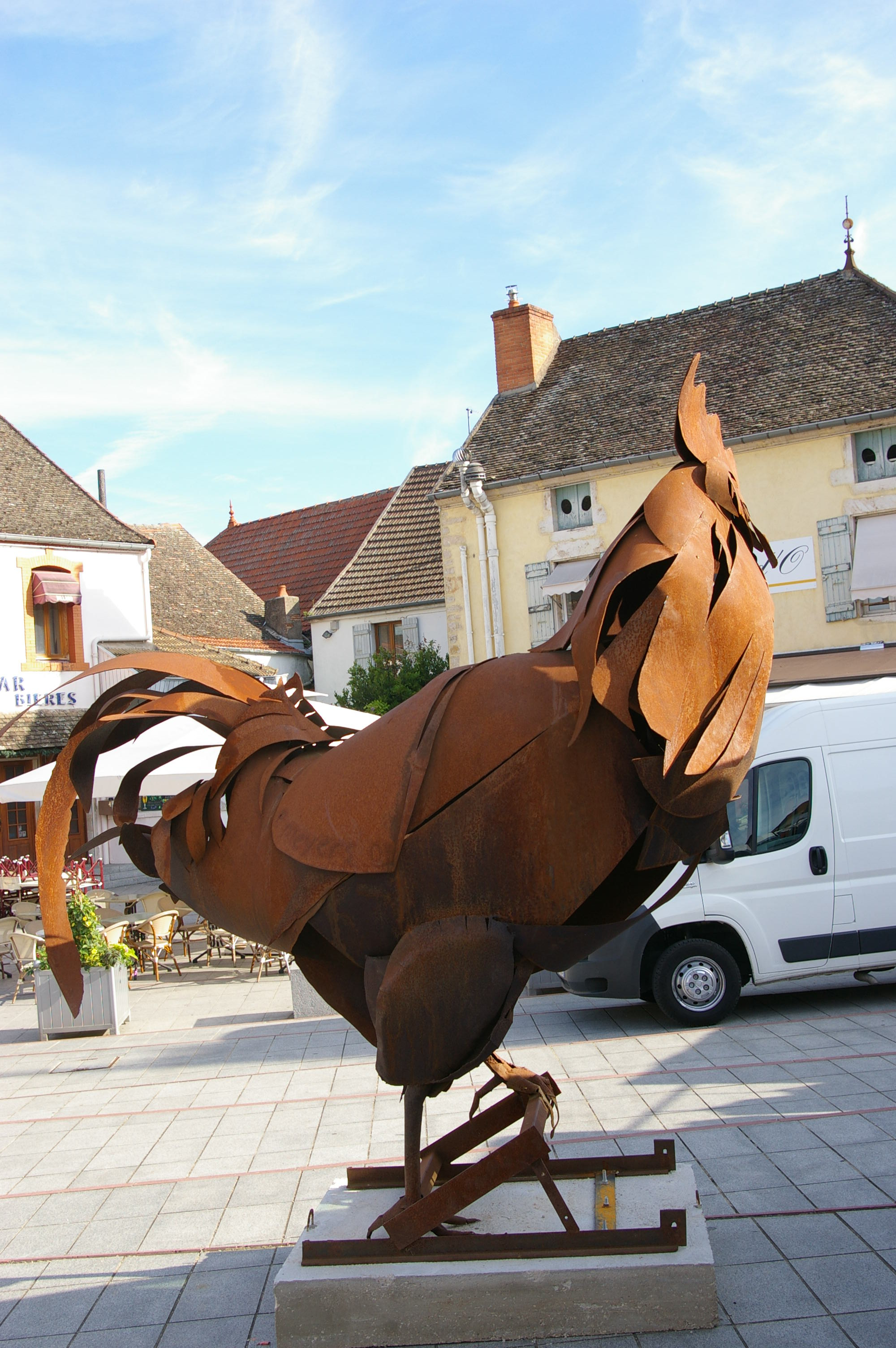
Place d'Armes